# Накли
Накли (пол. Nakły) — село в Польщі, у гміні Ольшево-Борки Остроленцького повіту Мазовецького воєводства.
Населення — 268 осіб (2011).
У 1975-1998 роках село належало до Остроленцького воєводства.

## Демографія
Демографічна структура станом на 31 березня 2011 року:
|          | Загалом | Допрацездатний вік | Працездатний вік | Постпрацездатний вік |
| -------- | ------- | ------------------ | ---------------- | -------------------- |
| Чоловіки | 131     | 26                 | 99               | 6                    |
| Жінки    | 137     | 32                 | 86               | 19                   |
| Разом    | 268     | 58                 | 185              | 25                   |